# Alba Rigazzi
Pour les articles homonymes, voir Rigazzi.
Alba Rigazzi, née le 24 janvier 1947 à Milan dans la région de la Lombardie, est une mannequin et actrice italienne, lauréate du concours Miss Italie en 1965.

## Biographie
Née d'une mère française et d'un père italien, elle est la sœur cadette de Layla Rigazzi qui est élue Miss Italie en 1960. En 1965, elle est à son tour couronnée Miss Italie à Salsomaggiore Terme. 
Elle travaille par la suite comme mannequin, modèle de roman-photo et effectue une unique apparition au cinéma dans le film d'horreur Les Longues Nuits de Véronique (La lunga notte di Veronique) de Gianni Vernuccio dans lequel elle tient le premier rôle. Elle se retire ensuite de la profession.

## Filmographie

### Au cinéma
- 1966 : Les Longues Nuits de Véronique (La lunga notte di Veronique) de Gianni Vernuccio

## Prix et distinctions
- Miss Italie 1965.

## Sources
- (en) Louis Paul, Italian Horror Film Directors, Jefferson, McFarland & Company, 2005, p. 22.
- (en) Roberto Curti, Italian Gothic Horror Films 1957-1969, Jefferson, McFarland & Company, 2015, p. 157.